# Starmania (album, 1978)
Pour les articles homonymes, voir Starmania.
Albums de divers artistes
Starmania 1988-89
(1988)
Albums par Michel Berger
Mon piano danse
(1976) Starmania, le spectacle
(1979)
Albums par Luc Plamondon
Starmania, le spectacle
(1979)
Singles
1. Les uns contre les autres
Sortie : Octobre 1978
2. La Chanson de Ziggy
Sortie : 1978
3. Le Blues du Businessman
Sortie : 1978
4. Besoin d'amour
Sortie : Janvier 1979
5. Banlieue Nord
Sortie : Mai 1979
6. Ce soir on danse à Naziland
Sortie : 1979

Starmania ou la passion de Johnny Rockfort selon les évangiles télévisés est l'album regroupant les titres principaux de l'opéra-rock de Michel Berger et Luc Plamondon, Starmania.
Il est sorti en octobre 1978 sous la forme d'un double vinyle (à la jaquette bleue), et en réédition en 1984 sous la forme d'un vinyle simple à pochette rouge.
Les rééditions en CD verront le titre S.O.S. d'un terrien en détresse (tiré de la version live du spectacle) remplacer Starmania, l'air de l'extraterrestre, tandis que Paranoïa, seule chanson interprétée par Michel Berger, est paru uniquement sur la version originale de l'album, ainsi que dans la réédition de 1984.

## Liste des chansons
Toutes les paroles sont écrites par Luc Plamondon, toute la musique est composée par Michel Berger.
| 1. | Ouverture (instrumental)                 |                                    | 2:55 |
| 2. | Quand on arrive en ville                 | Daniel Balavoine / Nanette Workman | 3:40 |
| 3. | Complainte de la serveuse automate       | Fabienne Thibeault                 | 4:50 |
| 4. | Le Blues du businessman                  | Claude Dubois                      | 4:25 |
| 5. | Monopolis (Dans les villes de l'an 2000) | France Gall                        | 4:30 |

| 6.  | Un garçon pas comme les autres (Ziggy) | Fabienne Thibeault | 3:05 |
| 7.  | La Chanson de Ziggy                    | Éric Estève        | 4:35 |
| 8.  | Travesti                               | Nanette Workman    | 3:55 |
| 9.  | Banlieue nord                          | Daniel Balavoine   | 3:35 |
| 10. | Petite Musique terrienne               | Fabienne Thibeault | 1:30 |
| 11. | Paranoïa                               | Michel Berger      | 3:30 |

| 12. | Ce soir on danse à Naziland     | Nanette Workman                | 4:35 |
| 13. | Les Adieux d'un sex-symbol      | Diane Dufresne                 | 5:50 |
| 14. | Ego Trip                        | Éric Estève                    | 2:30 |
| 15. | Les Uns contre les autres       | Fabienne Thibeault             | 3:00 |
| 16. | Quand on n'a plus rien à perdre | Daniel Balavoine / France Gall | 3:50 |

| 17. | Le monde est stone                    | Fabienne Thibeault | 5:30 |
| 18. | Petite Musique terrienne              | Daniel Balavoine   | 0:45 |
| 19. | Starmania (L'air de l'extraterrestre) | René Joly          | 5:55 |
| 20. | Le Rêve de Stella Spotlight           | Diane Dufresne     | 2:10 |
| 21. | Besoin d'amour                        | France Gall        | 3:58 |
| 22. | Monopolis (reprise instrumentale)     |                    | 2:00 |

## Éditions originales
- France : 16 octobre 1978, microsillon 33 tours/30 cm hors-commerce, Starmania, Warner Bros./WEA Fillipachi (66 080)
- France : 16 octobre 1978, microsillon 33 tours/30 cm, Starmania, Warner Bros./WEA Fillipachi (66 080)

## Crédits

### Musiciens
- Claviers : Michel Berger, Michel Bernholc, Francis Monkman et Georges Rodi
- Guitares : Claude Engel et Mike Grabham, sauf Jacky Tricoire sur Besoin d'amour et José Souc sur L'Air de l'extraterrestre
- Basse : Paul Stallworth, sauf Jannick Top sur Besoin d'amour
- Batterie : Jim Keltner, sauf André Ceccarelli sur Besoin d'amour et Pierre-Alain Dahan sur L'Air de l'extraterrestre
- Percussions : Marc Chantereau
- Saxophone : Michael Brecker
- Trompette : Randy Brecker
- Trombone : Tom Mallone
- Cordes : Michel Bernholc pour les arrangements et la direction, David Katz pour le lead
- Chœurs : Georges et Michel Costa, Grazielle Madrigal et Liliane Davis, chorale L'ensemble vocal Syrinx

### Réalisation
- Production : Michel Berger et Luc Plamondon
- Prise de son et mixage : Jean-Pierre Janiaud, assisté de Patrick Foulon, avec la collaboration de Jehol Van Bay
- Photos : Olivier Dassault

## Discographie liée à l’album
- SP (Single Play) = Microsillon 45 tours 2 titres.
- LP (Long Play) = Microsillon 33 tours/30 cm.
- CD (Compact Disc) = Disque compact.
- CDS (Compact Disc Single) = Disque compact 2 titres.

### Éditions françaises de 45 tours
- Octobre 1978, SP WEA-Filipacchi Music/Warner Bros. Records (17 273)[4]

1. Les Uns contre les autres, interprétée par Fabienne Thibeault et Claude Dubois
2. Le Monde est stone, interprétée par Fabienne Thibeault

- 1978, SP CBS/Epic Records (EPC 6741)[5]

1. La Chanson de Ziggy, interprétée par Éric Estève
2. Ego Trip, interprétée par Éric Estève

- Janvier 1979, SP WEA-Filipacchi Music/Atlantic Records (11 263)[6]

1. Besoin d'amour, interprétée par France Gall
2. Monopolis (dans les villes de l'an 2000), interprétée par France Gall

- Mai 1979, SP Barclay/Riviera L.M. (620 539)[7]

1. Banlieue nord, interprétée par Daniel Balavoine
2. Quand on arrive en ville, interprétée par Daniel Balavoine et Nanette Workman

À noter que Le Blues du Businessman, interprété par Claude Dubois, est également sorti en 45 tours en France sous la référence Atlantic (11 256), mais la face B du single, Chasse-galerie, est issu de l'album de Dubois, Fable d'espace. SOS d'un terrien en détresse, interprété par Daniel Balavoine et qui figurera sur les rééditions de l'album, est sorti comme face B du single Lucie, issu de l'album de Balavoine, Le Chanteur, sous la référence Riviera LM / Barclay (620.550).

### Édition française de maxi 45 tours
- 1979, LP Warner Bros. Records (26 091)[10]

1. Ce Soir On Danse (À Naziland), interprétée par Nanette Workman
2. Travesti, interprétée par Nanette Workman

### Rééditions de l'album
- Janvier 1979 : LP, Starmania, WEA/WEA-Filipacchi Music/Warner Bros. Records (66 086)[Note 4]
- Octobre 1984 : LP, Starmania, WEA/WEA-Filipacchi Music/Warner Bros. Records (240 503 1)[Note 5]

## Classements et certifications

### Classements hebdomadaires
| Classement (1978–1996)       | Meilleure position |
| ---------------------------- | ------------------ |
| Belgique (Wallonie Ultratop) | 19                 |
| France (SNEP)                | 4                  |
| Québec (ADISQ)               | 1                  |

| Année | Titre                                          | Classements | Classements |
| Année | Titre                                          | [ 14 ]      | [ 15 ]      |
| ----- | ---------------------------------------------- | ----------- | ----------- |
| 1978  | Les uns contre les autres / Le Monde est stone | 28          | 21          |
| 1978  | La Chanson de Ziggy                            | —           | —           |
| 1978  | Le Blues du Businessman                        | —           | 1           |
| 1979  | Besoin d'amour                                 | 21          | 4           |
| 1979  | Banlieue nord / Quand on arrive en ville       | 25          | —           |
| 1979  | Ce soir on danse à Naziland                    | —           | 1           |

### Certification
| Région                                                                                                 | Certification | Ventes/Streams |
| --- | ------------- | -------------- |
| France (SNEP)                                                                                          | Diamant       | 1 000 000*     |
| *Ventes selon la certification ^Mise en rayon selon la certification xNon précisé par la certification |               |                |